# SynergySP
SynergySP (シナジーSP?, ShinajīSP) è uno studio di animazione giapponese fondato il 1º maggio 1998, dividendosi dalla Toei Animation. Nel 2005 l'azienda si è associata con Shogakukan Productions, una sussidiaria della casa editrice Shogakukan. Principalmente lavorano in collaborazione con altre case di animazione, la prima serie interamente prodotta da loro è stata Hayate no Gotoku.

## Serie prodotte
- Kirarin Revolution in collaborazione con G&G Entertainment (2006)
- Hayate no gotoku! (2007)
- Zettai karen children (2008)
- Gokujō!! Mecha mote iinchō (2009)
- A Couple of Cuckoos in collaborazione con Shin-Ei Animation (2022)
- Medaka Kuroiwa Is Impervious to My Charms (2025)[1]
- Dead Account (TBA)[2]

## Altre produzioni
Sono stati coinvolti nella produzione di numerose altre serie come Blood+, Kiba, MÄR, Mushishi, Ouran High Host Club, Mermaid Melody Pichi Pichi Pitch e xxxHolic.